# Phantastik-Literaturpreis Seraph
Der Seraph ist ein renommierter genre-spezifischer Literaturpreis für deutschsprachige Phantastik-Literatur. Er wird seit 2012 jährlich im Rahmen der Leipziger Buchmesse vergeben. Träger ist die Phantastische Akademie e. V. mit Sitz in Mannheim.